# کیپ هورن، شهرستان آلپاین، کالیفرنیا
کیپ هورن (به انگلیسی: Cape Horn) یک منطقهٔ مسکونی در ایالات متحده آمریکا است که در شهرستان آلپاین، کالیفرنیا واقع شده‌است. کیپ هورن ۲٬۴۴۰ متر بالاتر از سطح دریا واقع شده‌است.